# CTVM
CTVM est un magazine numérique culturel québécois fondé en 1989. Cinq numéros sont publiés chaque semaine.

## Histoire
Journaliste et éditeur depuis plusieurs décennies, Jean-Pierre Tadros est impliqué dans le monde de l’édition, de l’industrie du cinéma, de la télévision et des médias numériques.
En 1971, il lance Cinéma Québec (1971-1978), un magazine mensuel spécialisé imprimé qui s’adresse aux professionnels du milieu du cinéma.
En parallèle, il produit pendant plusieurs années, le bulletin quotidien Ciné-Festival pendant le Festival des films du monde de Montréal. Il reproduira cette même expérience de publication quotidienne lors de deux années consécutives au Festival de télévision de Banff en Alberta. Il est à l’origine de plusieurs initiatives médiatiques notamment, l’hebdomadaire anglophone CineMag couvrant l’industrie canadienne du cinéma et de la télévision, les fascicules En Primeur qui accompagnaient la sortie de plusieurs films au Québec, le répertoire annuel de l’industrie du cinéma québécois, SonÉcran et finalement la lettre quotidienne initialement distribuée par fax CineTVvideo  sera lancée le 18 septembre 1989, et qui fête en 2024 son 35e anniversaire sous le nouveau vocable de CTVM.
CTVM est un bulletin quotidien diffusé par courriel du lundi au vendredi à ses abonnés. Liliane Tremblay, cheffe de la section des médias sociaux, coordonne le déploiement des contenus sur plusieurs des plus importantes plateformes numériques pour en faire une référence de l’audiovisuel québécois grâce aussi au site web CTVM.info.
Ce bulletin est devenu au cours des années un lieu d'échanges et d'informations pour le milieu des professionnels du secteur de l'audiovisuel et du cinéma,. Il est aussi un lieu de débat notamment autour des problèmes financiers du défunt Festival des films du monde dans les années 2010 à 2015,,.

## Lectorat
CTVM.info est un bulletin quotidien diffusé par courriel à ses abonnés. Il est principalement destiné aux professionnels du cinéma, de la télévision et de la vidéo.

## Prix et distinctions
2011: Déclaration à l’Assemblée nationale, Maka Kotto député de Bourget, souligne la publication du 5 000e numéro du quotidien électronique CTVM.info.
2013: Ciné-Québec, Prix Lise-Dandurand.
2019: L'INIS et la Cinémathèque québécoise soulignent les 30 ans de CTVM.info .
2022: Prix Denis-Héroux au Festival international de films Fantasia.
2024: Au Gala d’ouverture des Gémeaux, Louise Lantagne de la SODEC et Josette D. Normandeau de l’AQPM rendaient un hommage à l'éditeur pour son importante contribution à l’industrie du cinéma, de la télévision et du numérique, assorti d'une bourse de 25 000 $.